# Conirostrum rufum
A Conirostrum rufum a madarak osztályának verébalakúak (Passeriformes) rendjébe és a tangarafélék (Thraupidae) családjába tartozó faj.

## Rendszerezése
A fajt Frédéric de Lafresnaye francia ornitológus írta le 1843-ban.

## Előfordulása
Dél-Amerika északnyugati részén, Kolumbia és Venezuela területén honos. Természetes élőhelyei a szubtrópusi és trópusi magaslati cserjések. Állandó, nem vonuló faj.

## Megjelenése
Testhossza 13 centiméter.

## Természetvédelmi helyzete
Az elterjedési területe nem nagy, egyedszáma viszont stabil. A Természetvédelmi Világszövetség Vörös listáján nem fenyegetett fajként szerepel.